# Somran Suddee
Somran Suddee (1959- ) es un botánico tailandés que ha trabajado activamente en el Real Jardín Botánico de Kew.
- La abreviatura «Suddee» se emplea para indicar a Somran Suddee como autoridad en la descripción y clasificación científica de los vegetales.[1]

## Algunas publicaciones
- -----. 2000-2003. A Taxonomic Revision of tribe Ocimeae Dumort. (Labiatae) in continental South East Asia. Tesis. Capítulo 8 : Ocimum. Forest Herbarium (BKF). National Park, Wildlife & Plant Conservation Department -Bangkok. Tailandia
- somran Suddee, alan james Paton. 2004. Some Nomenclatural Changes in South East Asian Lamiaceae. Kew Bulletin 59 ( 2 ): 315-318
- -----; -----, john adrian naicker Parnell. 2004. A Taxonomic Revision of Tribe Ocimeae Dumort. (Lamiaceae) in Continental South East Asia II. Plectranthinae. Kew Bulletin 59 ( 3 ): 379-414